# Bosc del Solà
El bosc del Solà és una pineda del poble de Castellar de la Ribera al municipi del mateix nom de la comarca del Solsonès).